# Ханьшу
Ханьшу (Хань шу, «История Ханьской династии», кит. 漢書, Цянь хань шу, «История Ранней (Первой, Старшей, Западной) Ханьской династии», кит. 前漢書) — китайская официальная династийная история Ранней Ханьской династии с 206 года до н. э. по 25 год н. э. Начал её составление китайский историк Бань Бяо, а закончили — его сын Бань Гу и дочь Бань Чжао. Будучи одним из самых знаменитых ханьских военачальников, другой сын Бань Бяо — Бань Чао — привнёс в книгу собственные истории.
Состоит из 100 цзюаней (120 глав), из которых 70 цзюаней составляют жизнеописания видных деятелей эпохи — политиков, военачальников, представителей культуры, а 10 цзюаней — трактаты, посвященные описанию календаря, законодательства, экономики и другого. Ханьшу комментировал Янь Шигу (581—645) и Ван Сянь-цянь (1842—1917).
Книга входит в состав серии хроник «Эршисы ши» и является прообразом многих исторических хроник последующих империй. У Ханьшу имеется и непосредственное продолжение — хроника Хоу Ханьшу.